# Leopold von Sedlnitzky
Leopold Sedlnicki (ur. 29 lipca 1787 r. w Linhartovach (obecnie Město Albrechtice), zm. 25 marca 1871 w Berlinie), biskup wrocławski w latach 1835–1840. 
Wywodził się z morawsko-śląskiego rodu Sedlnickich. Był synem hrabiego Josefa Sedlnickiego i hrabianki Josefy Haugwitz, bratem Antona i Josepha. Od dzieciństwa przeznaczony był do stanu duchownego. Mając 11 lat został kanonikiem w katedrze wrocławskiej. Ukończył studia teologiczne we Wrocławiu i tam przyjął święcenia w 1811 r. Podjął pracę administracyjną w urzędach kurialnych. W 1832 r. został wikariuszem kapitulnym diecezji wrocławskiej, a trzy lata później biskupem wrocławskim. Ślepo oddany rządowi pruskiemu, ulegał wpływom protestanckim. W związku z zajęciem antykościelnego stanowiska w sprawie małżeństw mieszanych zmuszony przez papieża w 1840 r. do rezygnacji z biskupstwa. Zamieszkał m.in. w Berlinie jako pruski radca rządowy, oddalał się od katolicyzmu, odwiedzając Braci Czeskich, a w 1863 r. przeszedł oficjalnie na protestantyzm. Pochowany został w Rękowie (niem.  Rankau).

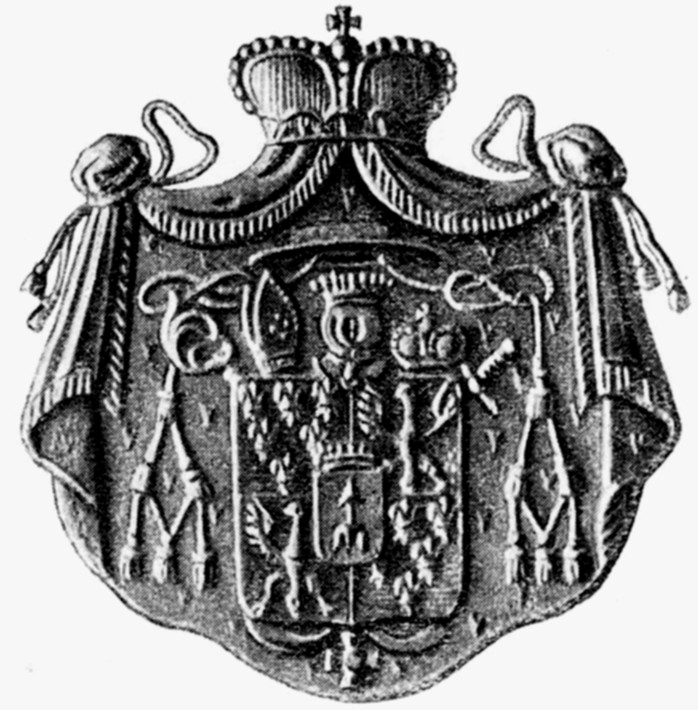
Herb Sedlnickiego